# Liste der Kulturdenkmale in Jesau (Kamenz)
In der Liste der Kulturdenkmale in Jesau sind die Kulturdenkmale des Kamenzer Ortsteils Jesau verzeichnet, die bis Juli 2017 vom Landesamt für Denkmalpflege Sachsen erfasst wurden (ohne archäologische Kulturdenkmale). Die Anmerkungen sind zu beachten.

## Jesau
| Bild                                    | Bezeichnung | Lage                                      | Datierung                                                                                               | Beschreibung | ID       |
| --------------------------------------- | --- | ----------------------------------------- | --- | --- | -------- |
| Weitere Bilder                          | Gasthof „Zur Erholung“ mit Saalanbau | Neschwitzer Straße 31 (Karte)             | 1. Hälfte 19. Jahrhundert                                                                               | Breit gelagerter Putzbau mit Krüppelwalmdach und Hecht- und Fledermausgaupen, Saalanbau mit Rundbogenfenstern und Satteldach, baugeschichtlich und ortsgeschichtlich von Bedeutung, zweigeschossig | 09227543 |
|                                         | Denkmal für die Gefallenen des Ersten Weltkrieges | Neschwitzer Straße 33 (gegenüber) (Karte) | Nach 1918                                                                                               | später für die Gefallenen beider Weltkriege, ortsgeschichtlich von Bedeutung | 09227544 |
| Direkt Bild zu diesem Denkmal hochladen | Wohnstallhaus, östlicher Speicher mit angebautem gestaffelten Seitengebäude, fränkischer Torbogen und straßenbegleitende Einfriedungsmauer eines ehemaligen Vierseithofes | Neschwitzer Straße 44 (Karte)             | Bezeichnet mit 1877 (Wohnstallhaus); 2. Hälfte 19. Jahrhundert (Seitengebäude); 16./17. Jahrhundert (?) | Typische Hofanlage für Jesau, Speicherbau aus Bruchstein besitzt Seltenheitswert, baugeschichtlich, wirtschaftsgeschichtlich und straßenbildprägend von Bedeutung | 09227542 |
|                                         | Fabrikantenvilla | Neschwitzer Straße 68 (Karte)             | 1910 | Putzbau mit halbrundem Eingangsvorbau mit Säulenstellung, baugeschichtlich und ortsgeschichtlich von Bedeutung, eingeschossiger Bau mit Mansardwalmdach, Mansardgeschoss ausgebaut, betonte Mitte der Hauptansicht, hier vorgelegte Freitreppe zum halbrunden Eingangsvorbau führend, dieser mit Steinbalustrade und Säulenstellungen, darüber offener Balkon (halbrund) im Mansardgeschoss, vorkragende Mitte mit gesondertem Dachaufbau, laut Auskunft der Eigentümer im Schreiben vom 29. März 2006 Dachgaupen durch Dachfenster (liegend) ersetzt im Zuge der 1998 stattgefundenen Sanierung | 09227807 |

## Tabellenlegende
- Bild: Bild des Kulturdenkmals, ggf. zusätzlich mit einem Link zu weiteren Fotos des Kulturdenkmals im Medienarchiv Wikimedia Commons. Wenn man auf das Kamerasymbol klickt, können Fotos zu Kulturdenkmalen aus dieser Liste hochgeladen werden:
- Bezeichnung: Denkmalgeschützte Objekte und ggf. Bauwerksname des Kulturdenkmals
- Lage: Straßenname und Hausnummer oder Flurstücknummer des Kulturdenkmals. Die Grundsortierung der Liste erfolgt nach dieser Adresse. Der Link (Karte) führt zu verschiedenen Kartendiensten mit der Position des Kulturdenkmals. Fehlt dieser Link, wurden die Koordinaten noch nicht eingetragen. Sind diese bekannt, können sie über ein Tool mit einer Kartenansicht einfach nachgetragen werden. In dieser Kartenansicht sind Kulturdenkmale ohne Koordinaten mit einem roten bzw. orangen Marker dargestellt und können durch Verschieben auf die richtige Position in der Karte mit Koordinaten versehen werden. Kulturdenkmale ohne Bild sind an einem blauen bzw. roten Marker erkennbar.
- Datierung: Baubeginn, Fertigstellung, Datum der Erstnennung oder grobe zeitliche Einordnung entsprechend des Eintrags in der sächsischen Denkmaldatenbank
- Beschreibung: Kurzcharakteristik des Kulturdenkmals entsprechend des Eintrags in der sächsischen Denkmaldatenbank, ggf. ergänzt durch die dort nur selten veröffentlichten Erfassungstexte oder zusätzliche Informationen
- ID: Vom Landesamt für Denkmalpflege Sachsen vergebene, das Kulturdenkmal eindeutig identifizierende Objekt-Nummer. Der Link führt zum PDF-Denkmaldokument des Landesamtes für Denkmalpflege Sachsen. Bei ehemaligen Kulturdenkmalen können die Objektnummern unbekannt sein und deshalb fehlen bzw. die Links von aus der Datenbank entfernten Objektnummern ins Leere führen. Ein ggf. vorhandenes Icon  führt zu den Angaben des Kulturdenkmals bei Wikidata.